# Bellevalia lipskyi
Bellevalia lipskyi är en sparrisväxtart som först beskrevs av Pavel Ivanovich Misczenko, och fick sitt nu gällande namn av Wulff. Bellevalia lipskyi ingår i släktet Bellevalia och familjen sparrisväxter. Inga underarter finns listade i Catalogue of Life.